# Чильярон-дель-Рей
Чильярон-дель-Рей (ісп. Chillarón del Rey) — муніципалітет в Іспанії, у складі автономної спільноти Кастилія-Ла-Манча, у провінції Гвадалахара. Населення — 128 осіб (2010).
Муніципалітет розташований на відстані близько 90 км на схід від Мадрида, 40 км на схід від Гвадалахари.

## Демографія
Динаміка населення (INE ):

## Галерея зображень

Розташування муніципалітету у провінції Гвадалахара